# Pagode Ratanabon
La Pagode Ratanabon, encore appelée pagode Ratna-Mahn-Aung, est un monument de la ville de Mrauk U, dans l'État d'Arakan, à l'ouest de la Birmanie. Son nom signifie la pile de joyaux.

## Histoire
Édifiée en 1612 par le roi d'Arakan Min Khamoung (en) et sa femme, cette pagode est située au nord de l'ancien palais royal de Mrauk U, à côté des temples de Shitthaung et de Htukkanthein. C'est un monument massif construit en blocs de grès : il n'est pas possible d'aller à l'intérieur.
La légende raconte que le roi Min Khamoung et sa reine avaient un magot composé d'or, de joyaux et d'autres objets précieux et qu'ils l'auraient enfoui sous cette pagode. Cependant, ni les générations de chercheurs d'or, ni les tremblements de terre n'ont permis de faire ressortir ce trésor.

## Description
La pagode est de base circulaire et entourée de 17 petits stupas répartis sur ses côtés nord, sud et ouest. Elle repose sur une plateforme de brique.